# Eunidia senegalensis
Eunidia senegalensis là một loài bọ cánh cứng trong họ Cerambycidae.